# Großer Vätersee

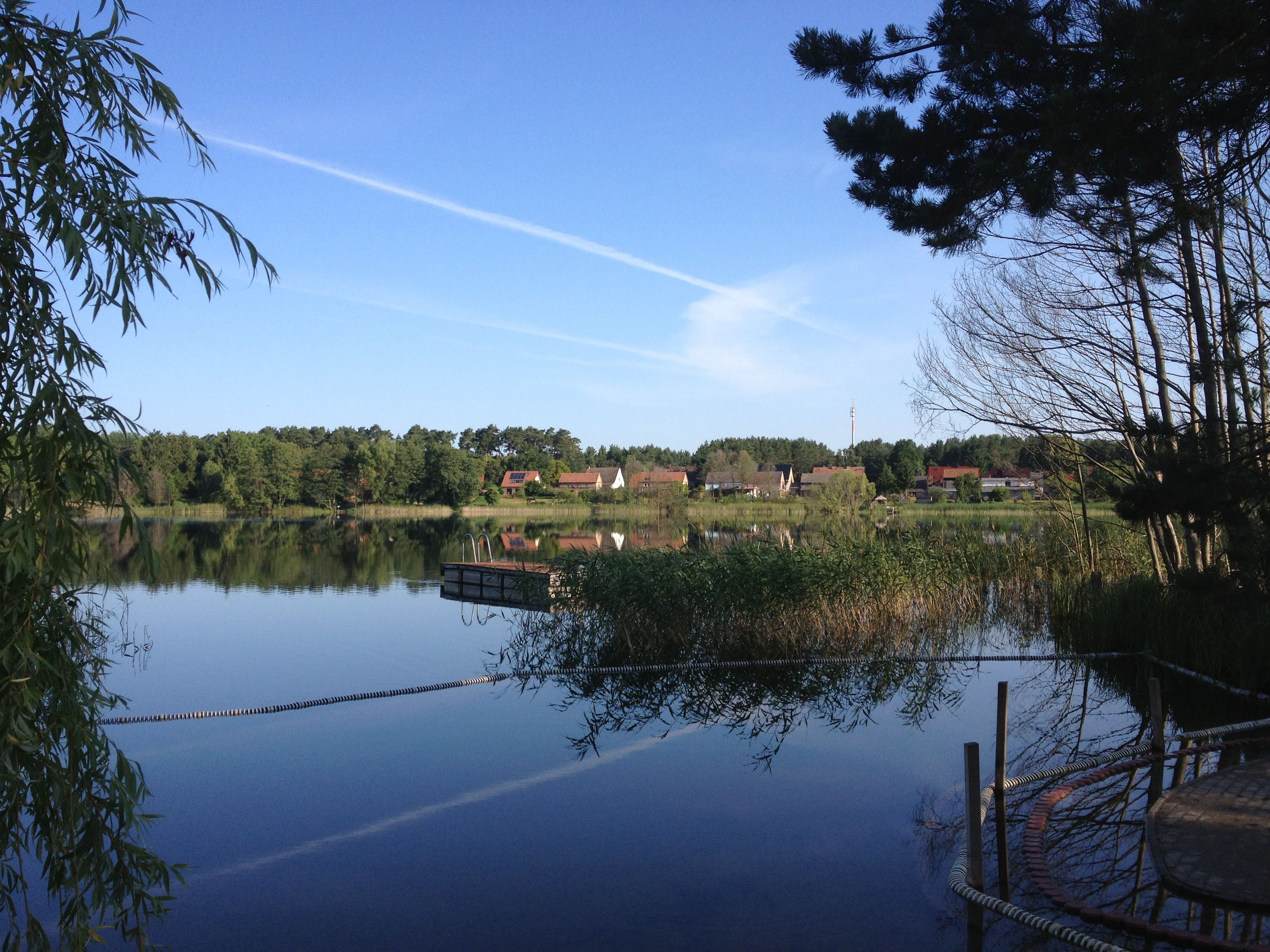
Der Ort Groß Väter am Großen Vätersee

Der Große Vätersee ist ein natürlicher, zu- und abflussloser See in der Schorfheide im nördlichen Brandenburg. Der kleine See liegt auf dem Gebiet von Groß Dölln, einem Ortsteil der Stadt Templin im Landkreis Uckermark. Er ist Teil des Naturschutzgebietes Bollwinwiesen/Großer Gollinsee und liegt im Biosphärenreservat Schorfheide-Chorin.

## Geographische Lage und Hydrographie
Der Große Vätersee liegt auf der Gemarkung des Ortes Groß Väter, der 1960 zunächst als Ortsteil nach Groß Dölln eingemeindet wurde. Seit der Eingliederung von Groß Dölln in die Stadt Templin 2003 ist Groß Väter nur noch ein Gemeindeteil von Groß Dölln. Direkt am Großen Vätersee liegt der namensgleiche Ort Groß Väter. Der See ist 11,9 ha groß, sein Wasserspiegel liegt bei einer mittleren Höhe von 58,1 m ü. NHN. Er hat keine Zu- oder Abflüsse. Er ist 12 m tief und besitzt eine stabile Schichtung. Der Trophie-Index wird vom Gewässerkataster mit 2,5 (Grenzbereich mesotroph/eutroph) angegeben.

## Geschichte
Der Große und der Kleine Vätersee sind erstmals im Erbregister des Amtes Zehdenick von 1590 als Ein See die große feder … Einn See die Lütcke feder belegt. 1622 lautete die Bezeichnung der grosse Feder … Der Kleine Feder. In einer Karte von 1747/50 findet sich die Bezeichnung Der Grosse Väter, der Kl. Väter. Friedrich Wilhelm Carl von Schmettaus Kabinettskarte preußischer Provinzen östlich der Weser und angrenzender Gebiete aus den Jahren 1767/87 bezeichnet die zwei Seen als Grosvaeter See und Kl. Vaeter See. Im preußischen Urmesstischblatt Blatt 2947 Ringenwalde von 1826 erscheinen die beiden Seen mit den Namen Grosvaeter See und Kl:vaeter See. Der Name ist slawischen Ursprungs, jedoch nicht eindeutig zu klären. Wahrscheinlich ist er von einer altpolabischen Grundform Vedr- zu vedr- = hell, klar abzuleiten, die jedoch ursprünglich nur auf das Wetter bezogen war. Auch eine Ableitung aus der altpolabischen Grundform Vědro zu vědro = Eimer ist denkbar. Eine metaphorische Benennung nach der runden Form des Sees ist eher unwahrscheinlich. Eine alternative Hypothese leitet den Namen vom altsächsischen fethar „Feder, Gras mit federähnlichem Blütenstand“ ab.

## Belastung und Umwelt
Der Grundwasser gespeiste Große Vätersee wurde während der DDR-Zeit durch die Einleitung von Abwässern stark belastet. Heute werden keine Abwässer mehr eingeleitet und der See hat sich erholt. Er weist wieder eine erstklassige Wasserqualität auf. Im Sommer kann an einigen Badestellen gebadet werden. Es besteht aber ein Angelverbot.